# Baby (1984)

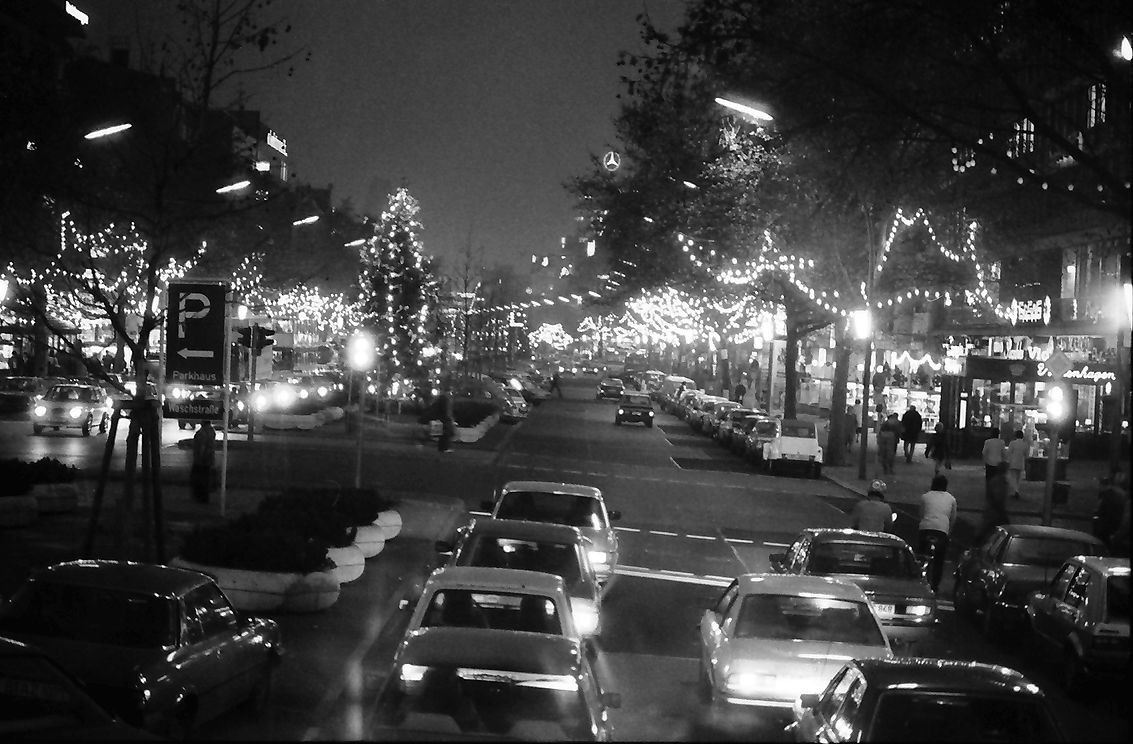
Der nächtliche Ku’damm zu Beginn der 1980er Jahre

Baby ist ein deutscher Kriminalfilm von Uwe Frießner, der am 23. Februar 1984 im Rahmen des Internationalen Forums des Jungen Films in Berlin seine Premiere feierte.

## Handlung
Baby, ein vor physischer Energie übersprudelnder Endzwanziger, steht bei seinem morgendlichen Kraft- und Fitness-Training in seinem Karateanzug auf den Feldern vor Berlin. Kurz später sieht man ihn masturbierend in der Badewanne und so, genervt von den Radiomeldungen über Terrorakte und Raketenabwehrprojekte, Druck abbaut. Baby lebt allein im Märkischen Viertel in Berlin und verdient sein Geld als Türsteher in einer Diskothek auf dem Ku’damm, wo gerade Lieder der Gruppe Spliff angesagt sind, denn nach strengen Prinzipien lebend, schlägt er sich auf ehrliche Weise durchs Leben. Baby trinkt auch keinen Alkohol, raucht nicht und träumt von einer eigenen Karateschule.
Bei seiner Arbeit lernt er Pjotr und René kennen, zwei junge Männer mit kriminellen Neigungen, die dem eigentlich eher vorsichtigen und ängstlichen Baby imponieren, weil sie die Disco durch bloßes Zunicken an der Kasse passieren dürfen.  Besonders René legt fürsorgliche Züge an den Tag, als er die Faust von Baby verarztet, die er sich bei einer Diskoschlägerei verletzt hat. Allerdings wird Baby von seinen neuen Freunden zunehmend in kriminelle Aktionen hineingezogen. Einmal nutzen die beiden sein Auto für einen Einbruch, ein anderes Mal begehen sie Benzindiebstahl, während Baby am Steuer des Wagens sitzt. Bald schon verliert Baby schuldlos seinen Job und lässt sich von Pjotr und René dazu verleiten, einen Überfall auf einen Geldboten eines Supermarkts zu begehen, und hierbei erschießt Baby in einem Moment der Panik einen Wachmann.
Baby verfällt hiernach in eine Art Katatonie, und es ist der bisher väterlich auftretende Pjotr der versucht, ihn wieder auf die Beine zu stellen, indem er ihm beim Ausbau einer Etagenwohnung hilft, in der Baby sein Studio einrichten will. Bald schon bekommen sie auf der Baustelle Besuch von René, der sich edel gekleidet von seinen Kumpels verabschieden und in den Süden absetzen will. René war jedoch in der Zwischenzeit unvorsichtig beim Geldausgeben und hat damit die Polizei auf seine Fährte gelockt. Am Telefon erfährt Baby später, dass man René am Flughafen Tegel verhaftet hat.

## Produktion

### Stab
Es handelt sich bei Baby um den zweiten Film des Regisseurs Uwe Frießner. Die Produzentin des Films, Clara Burckner, war 1978 in den Vorstand der Arbeitsgemeinschaft Neuer Deutscher Spielfilmproduzenten, München gewählt worden und hatte bereits bei Frießners Regiedebüt Das Ende des Regenbogens von 1979 als Produzentin fungiert.

### Besetzung
Frießner hatte sich für seinen zweiten Kinofilm über mehrere Monate mit der Besetzung durch Laienschauspieler beschäftigt. Die Darsteller Udo Seidler, Reinhard Seeger und Volkmar Richter, die im Film die Rollen von Baby, Pjotr und René übernahmen, standen zuvor noch nie vor der Kamera. Seidler, der auch im Film einen passionierten Karateka spielt, hatte 1982 bei der Leichtkontakt Europa in der Klasse bis 65 kg den ersten Platz belegt.

### Veröffentlichung
Der Film feierte am 23. Februar 1984 im Rahmen des Internationalen Forums des Jungen Films in Berlin seine Premiere und wurde vom Basis-Film Verleih auf DVD veröffentlicht.

## Rezeption
Robert Fischer von der filmzentrale beschreibt: Ohne Baby von einer moralischen oder juristischen Schuld freisprechen zu wollen, ergreift Frießner für diesen verlorenen Jungen Partei und widmet ihm und seinen Träumen, Ängsten, Sehnsüchten und Schwächen jede Szene seines Films. Die Einblicke und Einsichten, die Frießner in die Motivation und psychische Konstitution des Raubmörders (!) Baby gestattet, führen zu einem ungleich größeren Grad von Wahrhaftigkeit als alles, was über „solche“ Kriminelle Tag für Tag in den Gazetten zu lesen ist. Eine ausgewählte andere Kritik ist: Selten erreichen Filme mit geringen Mitteln eine solche Echtheit, daß man jedes schale Bier und jede verglommene Kippe zu riechen, den Staub und das verschwitze Aroma von Pumakäfig zu schmecken glaubt. Keiner ist im Herzen so nah bei den Verlierern unserer Gesellschaft wie Frießner, der uns in Baby vor Augen führt, wie wenig wir uns in den Bedürfnissen von ihnen abheben. Zudem zeigten die Protagonisten eine Zärtlichkeit, die man selten in einem Kriminalfilm zu sehen bekommt: Frießners harte Jungs sind auf verschrobene Weise sensibel und verletzlich, vor allem aber sind sie als Verbrecher nicht professionell.